# Edgar Evans
Edgar Evans (Middleton, Rhossili,7 de março de 1876 – Geleira Beardmore, 17 de fevereiro de 1912) foi um militar, membro da Expedição Terra Nova (1910–1913), liderada por Robert Falcon Scott, onde morreria, juntamente com ele e mais três companheiros - Henry Robertson Bowers, Lawrence Oates e Edward Adrian Wilson.

## Biografia
Evans nasceu em Middleton, Rhossili, no País de Gales, filho de uma marinheiro. Frequentou o Colégio para Rapazes de St. Helen, dos seis aos treze anos, alistando-se, depois, na Marinha Real Britânica em 1891, e, em 1899, iniciou o serviço militar no HMS Majestic, onde Scott era tenente de torpedos.
Edgar Evans juntou-se à primeira aventura de Scott na Expedição Discovery, em 1901–1904. Juntamente com William Lashly, acompanhou Scott na viagem de trenó para tentar alcançar um ponto "mais a oeste" no interior da Terra de Vitória, em 1903.
Em 1910, Scott convida-o, de novo, para uma nova expedição à Antártida, a Expedição Terra Nova, cujo objectivo era chegar ao Pólo Sul. A 17 de Janeiro de 1912, Evans, Scott, Bowers, Oates e Wilson, atingem o Pólo, mas verificam que o explorador Roald Amundsen chegou cinco semanas antes deles.
No regresso do Pólo, a saúde de Evans começou a deteriorar-se tanto ao nível físico (uma ferida na mão que não sarava, e queimaduras de frio nas mãos, face e nariz), como mental (devido a uma suposta queda numa fenda).
A 16 de Fevereiro de 1912, perto da base do glaciar, Evans não aguentou mais. Na manhã seguinte, Evans ficou na tenda enquanto os outros quatro membros se dirigiram para o próximo depósito; no entanto, tinham que voltar à tenda para o ir buscar. Scott, no seu diário, descreve o estado de Evans quando o encontraram: "Ele estava de joelhos, com a roupa desarranjada, as mãos sem luvas e queimadas pelo frio, e um estranho olhar". Evans foi colocado num trenó e levado para o acampamento. Quando o colocaram na tenda, entrou em coma; morreu nessa noite. Não se sabe o que fizeram ao seu corpo, e nenhum dos outros membros sobreviveram ao regresso.